# La Motte (Iowa)
Pour les articles homonymes, voir La Motte.
La Motte est une ville du  comté de Jackson, en Iowa, aux États-Unis.

## Source de la traduction
- (en) Cet article est partiellement ou en totalité issu de l’article de Wikipédia en anglais intitulé « La Motte, Iowa » (voir la liste des auteurs).